# Rakovec
Rakovec è un comune della Croazia di 1 350 abitanti della Regione di Zagabria.